# Instituto Plantarum
O Instituto Plantarum foi fundado em 1981 pelo engenheiro agrônomo e ecologista brasileiro Harri Lorenzi. Além de diversas publicações sobre a flora nativa do território brasileiro, o instituto possui também uma editora, biblioteca, laboratório, um jardim botânico e um herbário com 20 mil exsicatas.

## Jardim botânico
O jardim botânico do Instituto Plantarum está localizado no município de Nova Odessa, interior de São Paulo. Sua construção foi iniciada em 1998 e em novembro de 2011 foi aberto ao público.. 
Possui área de nove hectares e conta com mais de 4 mil espécies vegetais, representando os principais grupos botânicos da flora nativa do território do Brasil.
Ele está aberto para alunos de escolas que realizam visitas monitoradas por profissionais.
Jardim Botânico
- Prédio principal
- Porta de entrada
- Vista geral
- Lago principal